# Alberta Lorenzoni
Alberta "Bebi" Lorenzoni (ur. 6 stycznia 1918 w Trieście, zm. ?) – włoska florecistka, trzykrotna medalistka mistrzostw świata.
Podczas mistrzostw świata w Lizbonie w 1947 roku Włoszki w składzie: Cleo Balbo, Velleda Cesari, Elena Libera, Alberta Lorenzoni i Silvia Strukel zdobyły brąz w zawodach drużynowych. W rywalizacji drużynowej zdobywała następnie brązowe medale na mistrzostwach świata w Kopenhadze (1952) oraz mistrzostwach świata w Brukseli (1953).
Nigdy nie wzięła udziału w igrzyskach olimpijskich.